# Defibrotide
Defibrotide, vendido bajo la marca (nombre comercial)  Defitelio, es una mezcla de oligonucleotides monocatenarios (es decir, de una sola cadena)  purificada de  la mucosa intestinal de cerdos. Se suele utilizar para tratar la enfermedad veno-oclusiva del hígado de personas que han tenido un trasplante de médula ósea, con limitaciones diferentes en los EE. UU. y Europa.   Funciona protegiendo las células que recubren los vasos sanguíneos e impidiendo la coagulación de la sangre o trombosis; la forma en que lo hace no se entiende bien.
Existe un gran riesgo de hemorragia en el cerebro, los ojos, los pulmones, el tracto gastrointestinal, el tracto urinario y la nariz. Algunas personas tienen reacciones de hipersensibilidad.
Fue aprobado en Europa en 2013 y en los EE. UU. en 2016. 

## Usos médicos
El desfibrotide se utiliza para tratar la enfermedad  veno-oclusiva  del hígado de las personas que han tenido un trasplante de médula ósea, con diferentes limitaciones en los EE. UU. y Europa. Sin embargo, hasta 2016, no se han realizado ensayos aleatorios controlados con placebo .
Se administra por infusión intravenosa en el consultorio del médico o en la clínica..
Las mujeres embarazadas no deben tomar el defibrotide y las mujeres no deben quedar embarazadas mientras lo toman; no se ha probado en mujeres embarazadas pero en dosis normales causó un aborto hemolítico en ratas.

## Contraindicaciones
El uso del desfibrotide para las personas que ya están tomando  anticoagulantes es peligroso y el uso de otros medicamentos que afectan a la agregación plaquetaria, como los NAINEs, debe hacerse con cuidado. El desfibrotide no debe administrarse a las personas que tienen dificultades para mantener una presión de sanguínea estable.

## Efectos adversos
Hay un riesgo alto de la hemorragia y algunas personas han tenido reacciones de hipersensibilidad al defibrotide.
Los efectos adversos comunes, que se producen entre el 1 y el 10% de las personas, incluyen trastornos de la coagulación de la sangre, vómitos, hipotensión, hemorragia en el cerebro, los ojos, los pulmones, el estómago o los intestinos, la orina y en los puntos de cateterización.
Otros efectos colaterales han incluido diarrea, hemorragias nasales, sepsis, enfermedad de injerto contra huésped, y neumonía.

## Farmacología
El mecanismo de acción del desfibrótido es poco conocido. Los estudios in vitro han demostrado que protege el endotelio que recubre los vasos sanguíneos de los daños causados por la  fludarabina, un fármaco de quimioterapia y de algunos otros agravios como la inanición sérica. También parece aumentar la función del  t-PA y disminuir la actividad del  inhibitor-1 del activador plasminógeno.

## Química
Defibrotide es una mezcla de oligonucleotidos monocaterios.   El nombre químico es polideoxiribonucleotido, sal de sodio.  Se purifica de la mucosa intestinal de los cerdos.

## Sociedad y cultura
El desfibrotide fue aprobado en Europa para su uso en el tratamiento de enfermedades veno-oclusivas del hígado de personas que han sido sometidas a un trasplante de médula ósea en 2013; Gentium lo había desarrollado. A finales de ese año, Jazz Pharmaceuticals adquirió Gentium. En marzo de 2016, la FDA de los Estados Unidos lo aprobó para un uso similar.